# Сила на чуване
Възможно най-точно приближение за скала, пропорционална на субективното усещане на ухото за акустичното дразнене, представлява условната скала на величината сила на чуване S в единица son, която се получава от скалата на нивото на сила на чуване Lp, phon, в интервала 20 – 120 phon от връзката
S = 2(Lp-40)/10
Силата на чуване зависи от силата и спектъра на звука, времетраенето му, формата и ъгъла на падане на звуковата вълна, както и от псохофизиологичното състояние на човека.
Определянето се извършва по субективен метод чрез сравняване с еталонен чист тон с честота 1000 Hz във формата на директна плоска вълна, чието ниво се измерва в dB по звуково налягане, когато по преценка на слушателя се установи еднаква сила на чуване за двата източника.
На ниво на звуково налягане 40 dB при честота f = 1000 HZ отговаря ниво на сила на чуване 40 phon, което по определение отговаря на 1 son.